# Aéroport de Libenge
L'aéroport de Libenge (code IATA : LIE • code OACI : FZFA) est  l'aéroport de la ville de Libenge sur la rivière Ubangi, dans la province de Sud-Ubangi en République démocratique du Congo. La localité d'Ubangi est à la frontière avec la République Centrafricaine.

## Situation
| Bandundu Basango Mboliasa Bunia Gbadolite Gemena Goma Ilebo Kalemie Kananga Kikwit Kindu Kinshasa-Ndjili Kinshasa-N'Dolo Kisangani Kolwezi Lodja Lubumbashi Matari Matadi Mbandaka Mbuji Mayi Nioki Tshikapa Tshumbe |